# Iotyrris
Iotyrris is een geslacht van weekdieren uit de klasse van de Gastropoda (slakken).

## Soorten
- Iotyrris cerithiformis (Powell, 1964)
- Iotyrris cingulifera (Lamarck, 1822)
- Iotyrris conotaxis Abdelkrim, Aznar-Cormano, Buge, Fedosov, Kantor, Zaharias & Puillandre, 2018
- Iotyrris devoizei Kantor, Puillandre, Olivera & Bouchet, 2008
- Iotyrris kingae (Powell, 1964)
- Iotyrris marquesensis Sysoev, 2002
- Iotyrris musivum Kantor, Puillandre, Olivera & Bouchet, 2008
- Iotyrris notata (G. B. Sowerby III, 1889)
- Iotyrris olangoensis (Olivera, 2002)